# Gustaw Josephy

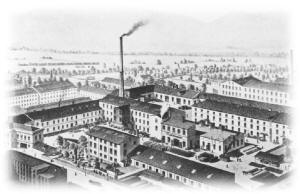
Fabryka maszyn włókienniczych i odlewnia żelaza G. Josephy’s Erben w XIX wieku

Gustaw Josephy (ur. 28 kwietnia 1855 w Bielsku, zm. 19 grudnia 1918 tamże) – austriacki przedsiębiorca, wieloletni członek Rady Miasta Bielska, założyciel Związku Przemysłowców Bielska-Białej i Okolic, poseł na Sejm Krajowy w Opawie (1902–1916), honorowy obywatel Bielska (1908) i Białej (1909).

## Życiorys
Urodził się w rodzinie fabrykanckiej. Ukończył Królewski Instytut Przemysłowy w Berlinie. W 1879 r. został współwłaścicielem, a w 1885 r. właścicielem fabryki maszyn włókienniczych i odlewni żelaza G. Josephy’s Erben (pol. Gustaw Josephy Spadkobiercy) na Żywieckim Przedmieściu w Bielsku, która została założona w 1851 r. przez jego ojca, Gustawa Josephy’ego seniora. Początkowo niewielki zakład zatrudniający kilkudziesięciu robotników przekształcił się w jedną z największych i najnowocześniejszych fabryk maszyn włókienniczych w Austrii. Po II wojnie światowej działalność Josephy’ego i jego następców kontynuowała państwowa fabryka Befama.
Josephy był także udziałowcem innych przedsiębiorstw i spółek, w tym Bielsko-Bialskiej Spółki Elektrycznej i Kolejowej S.A, członkiem rady nadzorczej Österreichische Portland-Cement-Fabrik A. G. w Szczakowej, członkiem sekcji rady przemysłowo-rzemieślniczej przy ministerstwie handlu w Wiedniu, a także izby rzemieślniczo-handlowej w Opawie. Działał również przy bielskiej parafii ewangelickiej.
Dla miasta zasłużył się pełniąc funkcję radnego Bielska. Zajmował się m.in. kwestią budowy szpitala, Kolei Północnej, kanalizacji, koszar piechoty. Był współtwórcą teatru miejskiego. Jego pomysłem był również plan regulacji miasta z lat 1898–1899, który wykonał Max Fabiani.
W 1890 r. założył Związek Przemysłowców Bielska-Białej i Okolic, reprezentujący interesy miejscowych fabrykantów, a będący w opozycji do ruchu robotniczego. Mimo to pod wpływem żądań robotników, stworzył w swojej fabryce Fabryczną Kasę Pensyjną i Fabryczną Kasę Chorych, a także rozpoczął budowę pierwszego w Bielsku osiedla robotniczego.
W latach 1902–1916 był posłem do Sejmu Krajowego w Opawie.
Wśród licznych odznaczeń Gustawa Josephy’ego znalazły się honorowe obywatelstwo Bielska, nadane mu w 1908 r., a także honorowe obywatelstwo Białej, które otrzymał rok później. Władze Bielska, by docenić dodatkowo jego zasługi, w 1909 r. nazwało plac na Żywieckim Przedmieściu jego imieniem. Obecnie plac ten nosi nazwę Plac Żwirki i Wigury.
Josephy jest postacią poniekąd kontrowersyjną w historii Bielska-Białej. Z jednej strony był wielkim przemysłowcem, który znacząco przyczynił się do rozwoju miasta, z drugiej wrogiem ruchu robotniczego oraz niemieckim nacjonalistą, który ostro sprzeciwiał się działalności polskiego ruchu narodowego – był m.in. przeciwnikiem Domu Polskiego i utworzenia polskich szkół w Bielsku i Białej.
Zmarł w grudniu 1918 r. i został pochowany na Nowym Cmentarzu Ewangelickim w Bielsku, obok innych zasłużonych bielszczan.